# Loris Francesco Capovilla
Loris Francesco Capovilla (1915 – 2016) là một Hồng y người Italia của Giáo hội Công giáo Rôma. Ông từng đảm nhận vai trò Hồng y Đẳng Linh mục Nhà thờ S. Maria in Trastevere (2014 – 2016) và Tổng giám mục – Tổng quản Địa phận Loreto trong suốt 17 năm, từ năm 1971 đến năm 1988.
Vốn là một giáo sĩ trong Giáo triều Rôma, ông từng đảm trách vai trò Thư ký riêng cho Giáo hoàng Gioan XXIII. Sau đó, ông về lãnh đạo giáo hội địa phương trước khi tiến đến trở thành Tổng quản Địa phận Loreto, cụ thể, ông từng đảm trách vai trò Tổng giám mục đô thành Tổng giáo phận Chieti (1967 – 1971), Giám quản Tông Tòa Giáo phận Vasto (1967 – 1971). Ông được vinh thăng Hồng y ngày 22 tháng 2 năm 2014, bởi Giáo hoàng Phanxicô.

## Tiểu sử
Hồng y Loris Francesco Capovilla sinh ngày 11 tháng 10 năm 1915 tại Pontelongo, Italia. Sau quá trình tu học dài hạn tại các cơ sở chủng viện theo quy định của Giáo luật, ngày 23 tháng 5 năm 1940, Phó tế Capovilla, 27 tuổi, tiến đến việc được truyền chức linh mục. Tân linh mục đồng thời cũng là thành viên linh mục đoàn Tòa Thượng phụ Venezia. Từ ngày 28 tháng 10 năm 1958 đến ngày 3 tháng 6 năm 1963, ông đóng vai trò Thư ký riêng của Giáo hoàng Gioan XXIII.
Sau 14 năm thi hành các công việc mục vụ với thẩm quyền và cương vị của một linh mục, ngày 26 tháng 6 năm 1967, Tòa Thánh loan tin Giáo hoàng đã quyết định tuyển chọn linh mục Loris Francesco Capovilla, 52 tuổi, gia nhập Giám mục đoàn Công giáo Hoàn vũ, với vị trí được bổ nhiệm là Tổng giám mục đô thành Tổng giáo phận Chieti. Lễ tấn phong cho vị giám mục tân cử được tổ chức sau đó vào ngày 16 tháng 7 cùng năm, với phần nghi thức chính yếu được cử hành cách trọng thể bởi 3 giáo sĩ cấp cao, gồm chủ phong là đương kim Giáo hoàng, Giáo hoàng Phaolô VI; hai vị giáo sĩ còn lại, với vai trò phụ phong, gồm có giám mục Augusto Gianfranceschi, giám mục chính tòa Giáo phận Cesena và Giám mục Jacques-Paul Martin, Thành viên Giáo triều Rôma. Tân giám mục chọn cho mình châm ngôn:OBŒDIENTIA ET PAX. Song song với chức vị này, ông còn kiêm nhiệm thêm vai trò Giám quản Tông Tòa Giáo phận Vasto.
Sau khoảng thời gian ngắn 4 năm làm Tổng giám mục đô thành, Tổng giám mục Capovilla được Tòa Thánh bổ nhiệm giám mục này làm Tổng giám mục – Tổng quản Địa phận Loreto, danh nghĩa Tổng giám mục hiệu tòa Mesembria. Thông báo về việc bổ nhiệm này được công bố cách rộng rãi vào ngày 25 tháng 9 năm 1971.
Ngày 10 tháng 9 năm 1988, Tòa Thánh chấp thuận đơn xin từ nhiệm của ông, vì lý do tuổi tác, theo Giáo luật.
Bằng việc tổ chức công nghị Hồng y năm 2014 được cử hành chính thức vào ngày 22 tháng 2, Giáo hoàng Phanxicô đưa ra quyết định vinh thăng Tổng giám mục Loris Francesco Capovilla, lúc đó 99 tuổi, tước vị danh dự của Giáo hội Công giáo, Hồng y. Tân Hồng y thuộc Đẳng Hồng y Linh mục và Nhà thờ Hiệu tòa được chỉ định là Nhà thờ S. Maria in Trastevere.
Ngày 26 tháng 5 năm 2016, ông qua đời, hưởng thọ 101 tuổi, với thâm niên 76 năm linh mục, 48 năm giám mục và 2 năm trong vai trò Hồng y.

## Tông truyền
- Hồng y Loris Francesco Capovilla đóng vai trò Giáo sĩ phụ phong cho các giám mục:

- Năm 1969, Giám mục Cleto Bellucci, giám mục phụ tá Tổng giáo phận Taranto, Italia. (Sau thăng Tổng giám mục).
- Năm 1982, giám mục Domenico Crescentino Marinozzi, O.F.M. Cap, Đại diện Tông Tòa Hạt Đại diện Tông Tòa Soddo-Hosanna, Ethiopia.